# Сельное (Жлобинский район)
Сельное (бел. Сельнае) — деревня в Доброгощанском сельсовете Жлобинского района Гомельской области Белоруссии.

## География

### Расположение
В 39 км на юго-запад от Жлобина, 3 км от железнодорожной станции Старина (на линии Жлобин — Калинковичи), 78 км от Гомеля.

## Гидрография
На севере и востоке сеть мелиоративных каналов.

## Транспортная сеть
Транспортные связи по просёлочной, а затем автомобильной дороге Василевичи — Жлобин. Планировка состоит из прямолинейной улицы, ориентированной с юго-востока на северо-запад, к которой на севере присоединяется короткая дугообразная улица. Застройка деревянная, усадебного типа.

## История
Основана в XIX веке переселенцами из соседних деревень. В 1909 году 1572 десятины земли, в Стрешинской волости Рогачёвского уезда Могилёвской губернии. В 1929 году организован колхоз имени В. И. Чапаева. Во время Великой Отечественной войны действовала подпольная патриотическая группа (руководитель П. С. Дегтярёв). Оккупанты сожгли 7 дворов и убили 5 жителей. Согласно переписи 1959 года в составе совхоза «Мормаль» (центр — деревня Доброгоща).

## Население

### Численность
- 2004 год — 33 хозяйства, 57 жителей.

### Динамика
- 1909 год — 20 дворов, 119 жителей.
- 1925 год — 56 дворов.
- 1940 год — 120 дворов, 480 жителей.
- 1959 год — 329 жителей (согласно переписи).
- 2004 год — 33 хозяйства, 57 жителей.